# Wladimir Turiansky
Wladimir Turiansky (* 1927 in Montevideo; † 3. Dezember 2015) war ein uruguayischer Politiker, Gewerkschaftsführer und Autor.

## Leben
Turianskys Eltern waren russischer Herkunft. Er arbeitete von 1951 bis 1988 für das Stromversorgungsunternehmen UTE und wirkte dort als Gewerkschaftsführer. Zudem war er Gründungsmitglied und Vizepräsident der Convención Nacional de Trabajadores. Er saß in der 41. Legislaturperiode vom 15. Februar 1972 bis zum 27. Juni 1973 für die Partido Demócrata Cristiano (Frente Amplio) als Vertreter des Departamento Montevideo in der Cámara de Representantes, bis diese infolge des Staatsstreichs vom 27. Juni 1973 aufgelöst wurde.